# Armas e equipamentos da Guerra Russo-Ucraniana

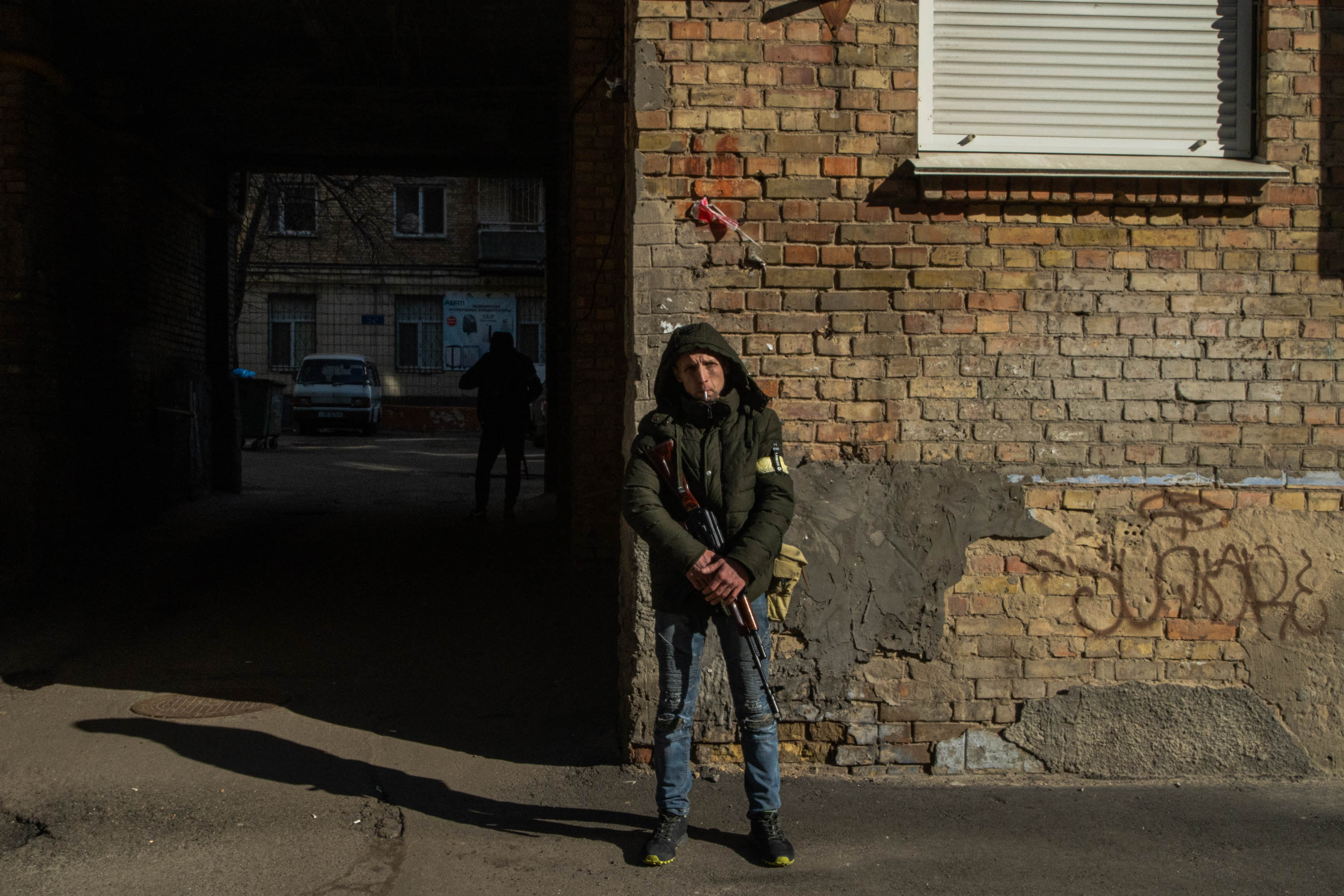
Civil segura um AK durante o conflito de Kiev

Este artigo é sobre as armas e equipamentos usados na Guerra Russo-Ucraniana, abrangendo a anexação russa da Crimeia, que envolveu as Forças Armadas da Federação Russa e Forças Armadas da República da Bielorrússia, as Forças Armadas da Ucrânia e uma variedade de de forças irregulares.
Quase todos os combatentes estavam armados com armas e equipamentos de origem soviética, como o fuzil de assalto AK-74, o tanque de batalha principal T-72 e o avião de apoio aéreo aproximado Su-25. No entanto, muitos combatentes russos e irregulares estão equipados com equipamentos russos modernizados, enquanto a Ucrânia recebeu apoio significativo tanto de sua indústria de armas doméstica, quanto de países da OTAN, como Estados Unidos e Reino Unido, fornecendo apoio na forma de equipamentos. como os sistemas antitanque portáteis britânicos NLAW e American Javelin.

## Equipamento das Forças Russas e aliados
Os equipamentos aqui citados são equipamentos utilizados por forças russas e seus aliados, sendo eles: Forças Armadas da Federação Russa, Forças Armadas da República da Bielorrússia, e as Forças Irregulares de RP Lugansk e RP Donetsk.

### Armas pequenas

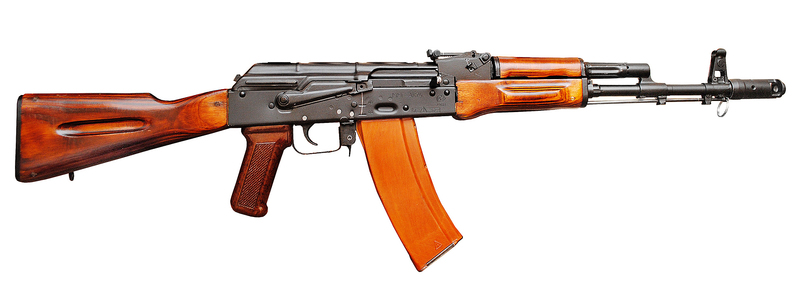
AK-74

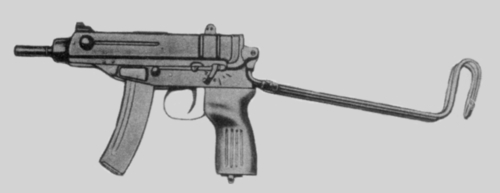
Pistola-metralhadora Skorpion

#### Rifles de assalto

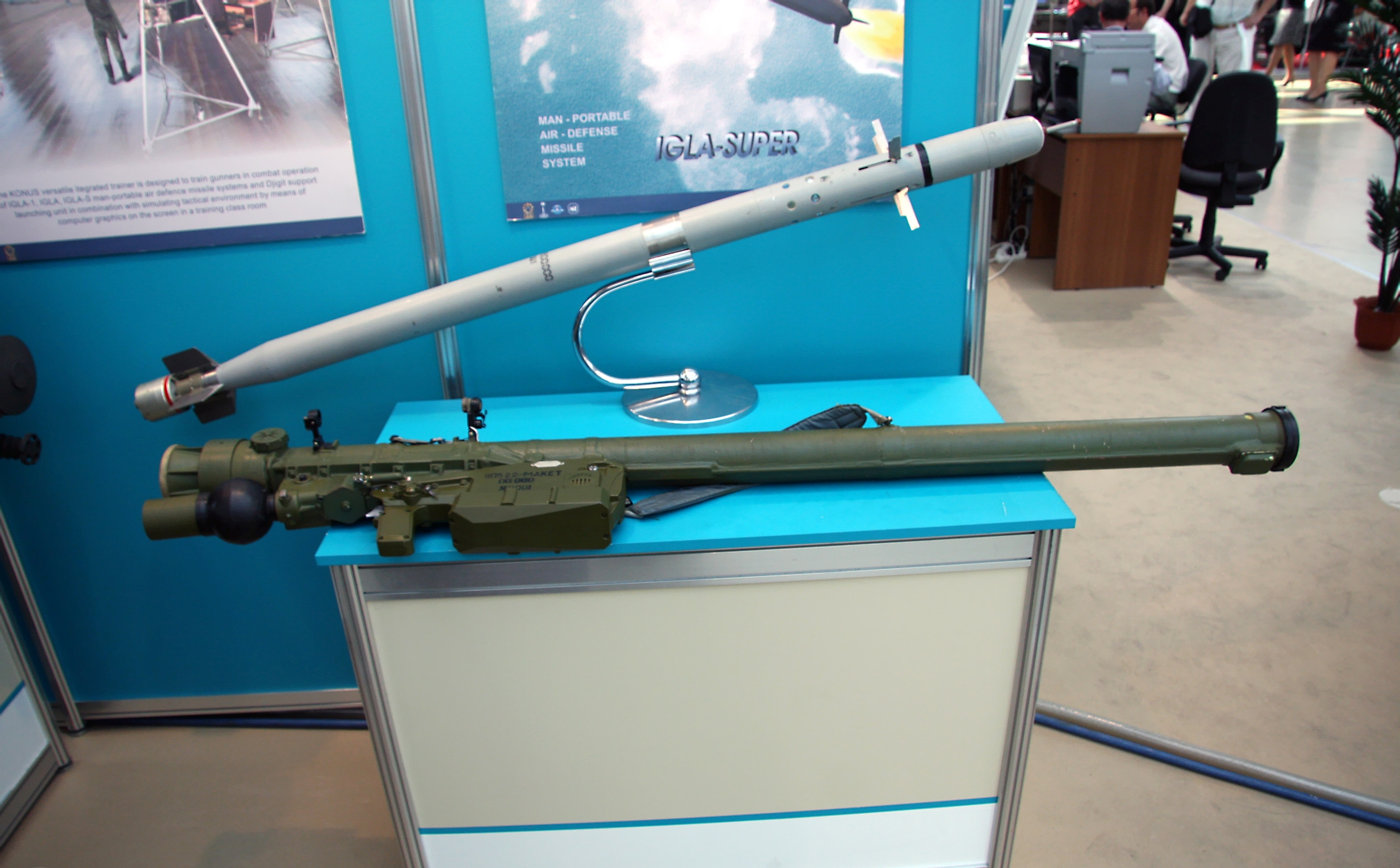
9K38 IGLA em exposição

- AK-74M
- AK-12

#### Armas antimateriais e antiaéreas portáteis
- 9M111 Fagot (antitanque)
- 9M113 Konkurs (antitanque)
- 9K38 Igla (terra-ar)
- 9K333 Verba (MANPADS)

### Morteiros
- 2B11

### Artilharia

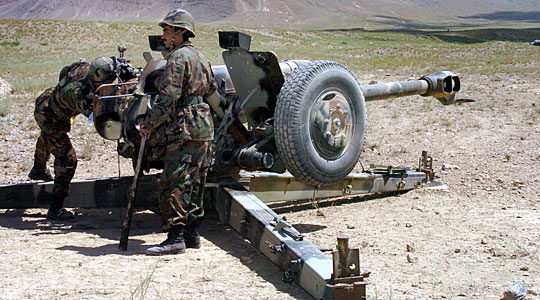
Militares operam um D-30

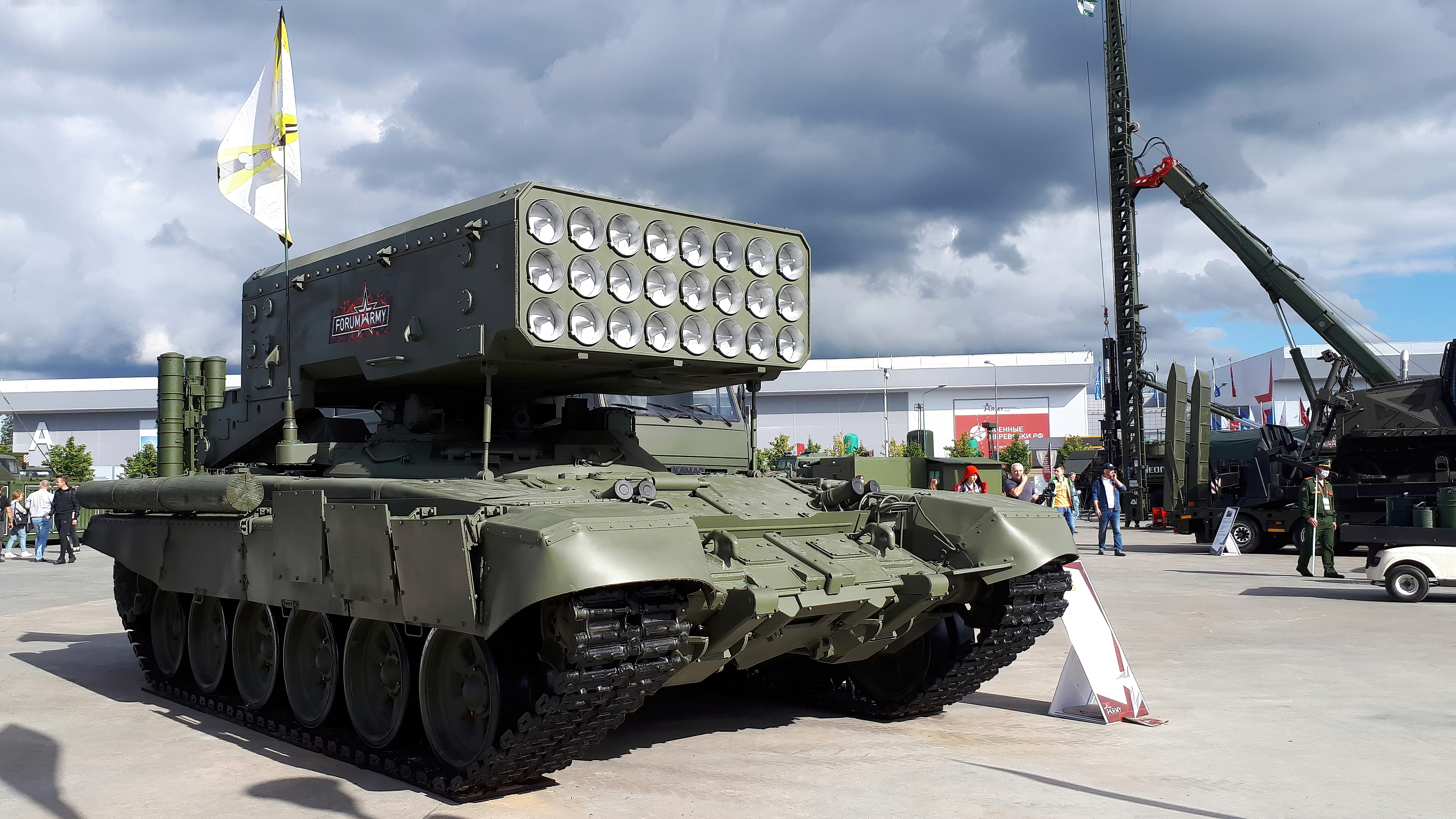
Lançador múltiplo de foguetes TOS-1A

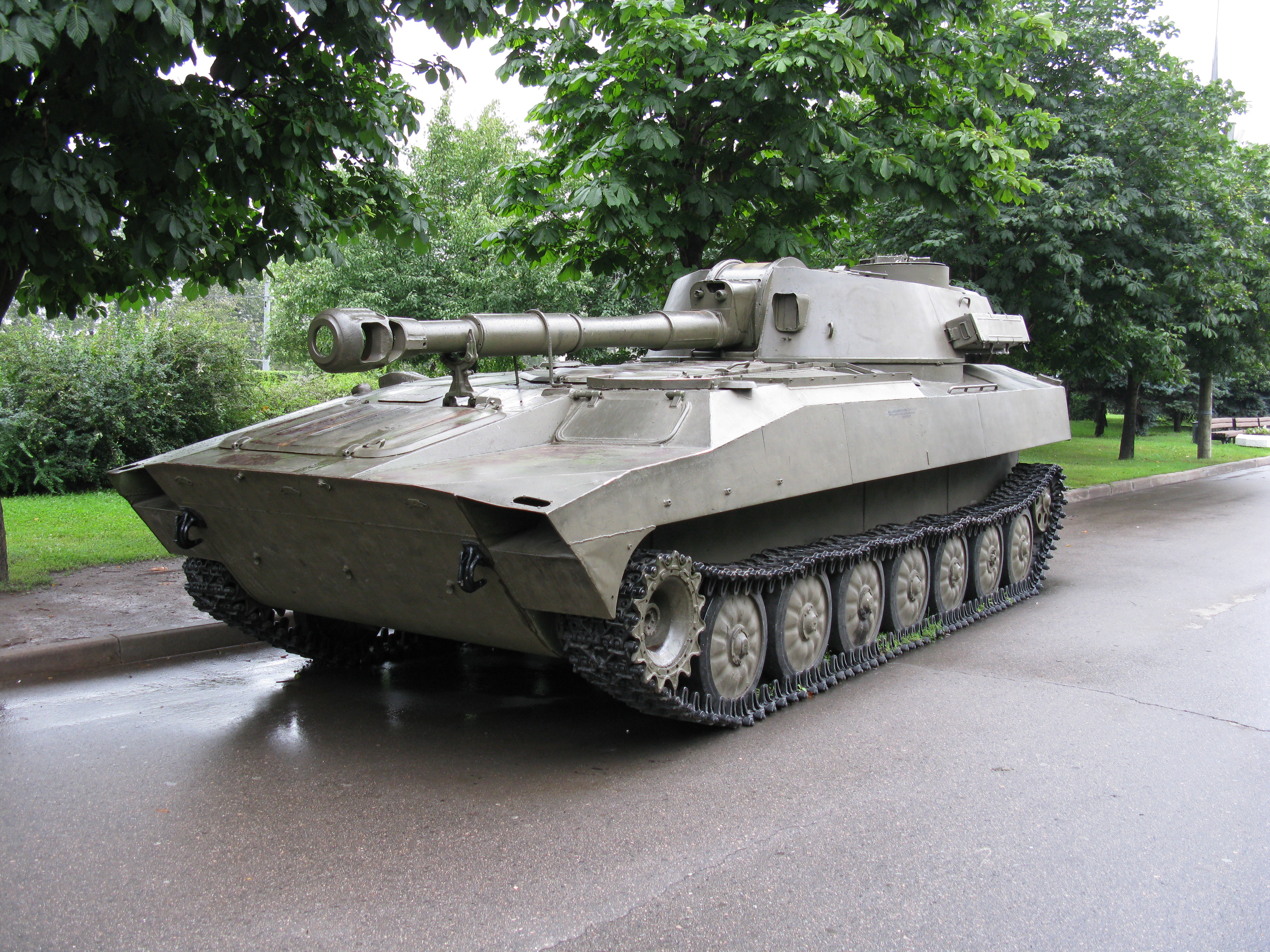
Artilharia 2S1 Gvozdika

#### Artilharia rebocada
- D-30 (Canhão)
- 2A65 (Obus)

#### Artilharia autopropulsada
- 2S9 Nona
- 2S1 Gvozdika
- 2S3 Akatsia
- 2S19 Msta

#### Lançador múltiplo de foguetes
- BM-21 Graduado
- TOS-1A

### Veículos

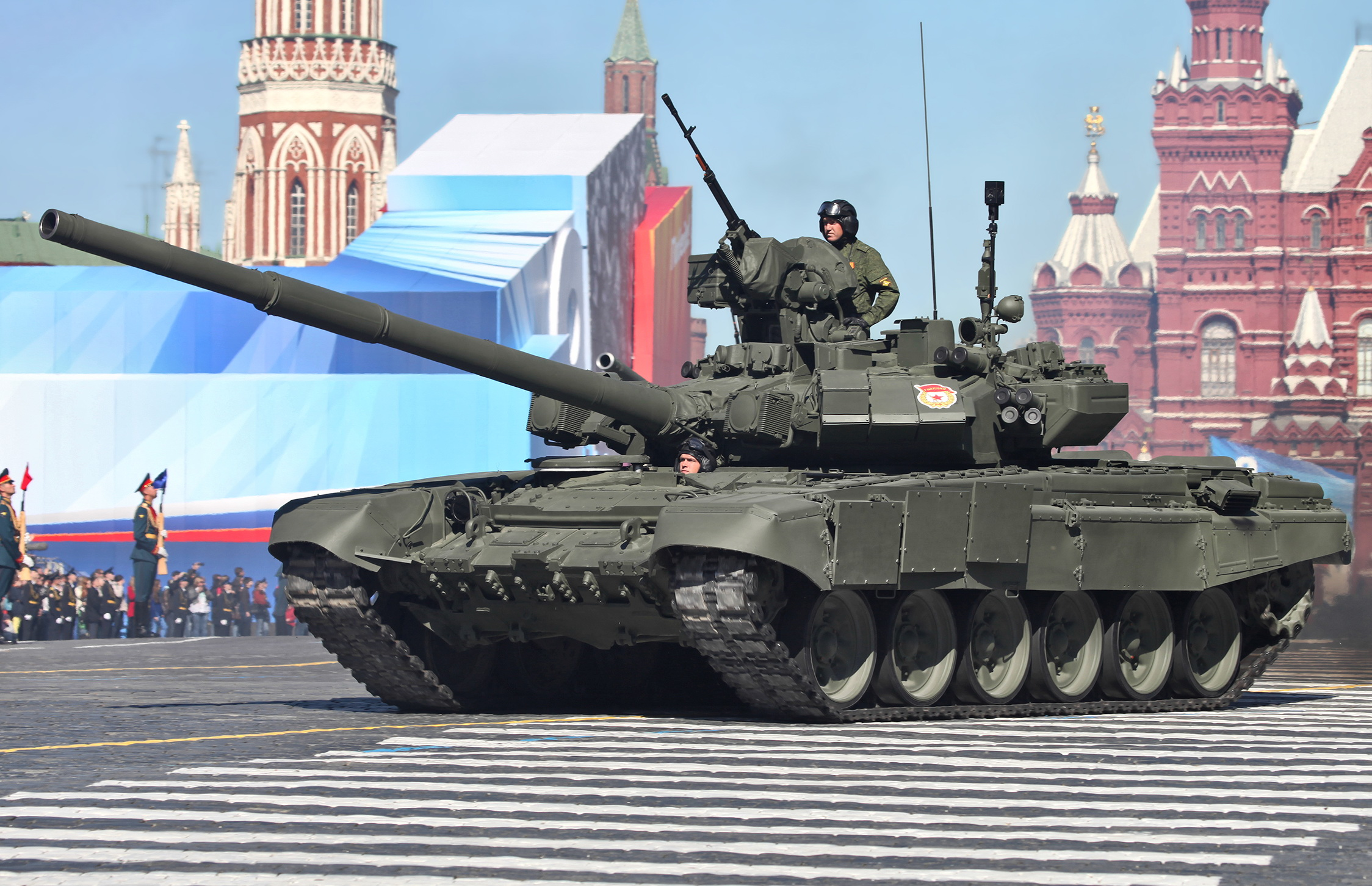
Operadores em um T-90A

#### Tanques

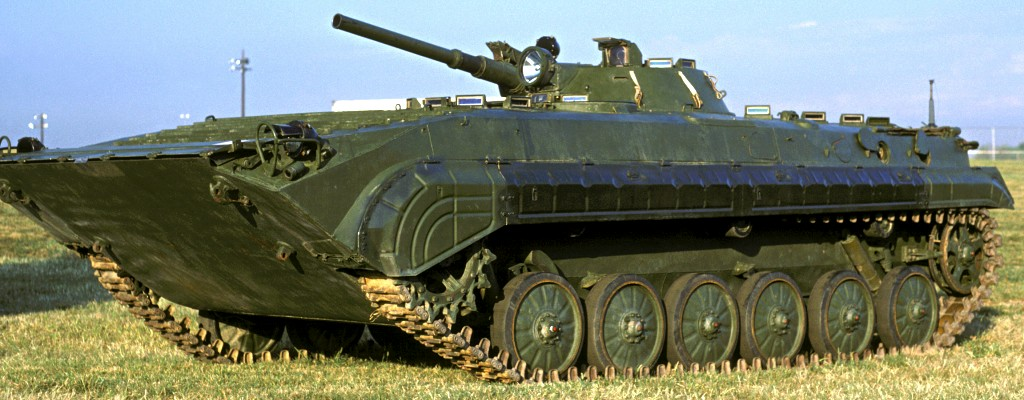
Veículo blindado BMP-1

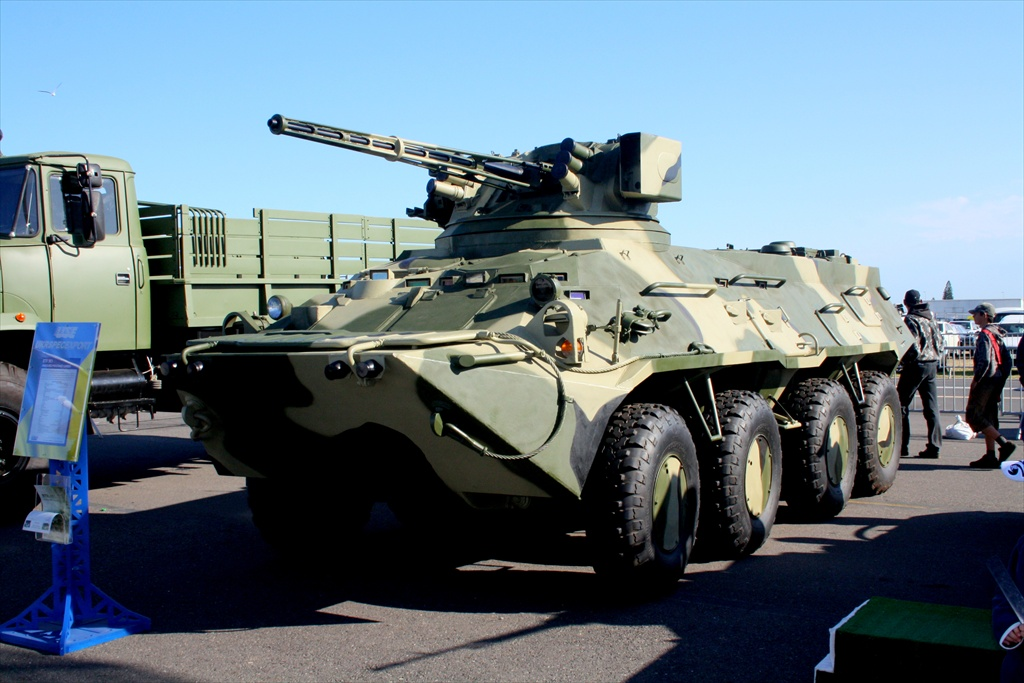
Veículo blindado BTR-3U

- T-64BV
- T-72A / T-72AV / T-72B / T-72B3
- T-80BV / T-80U / T-80UD / T-80BVM
- T-90A

#### Veículos blindados de combate e de infantaria

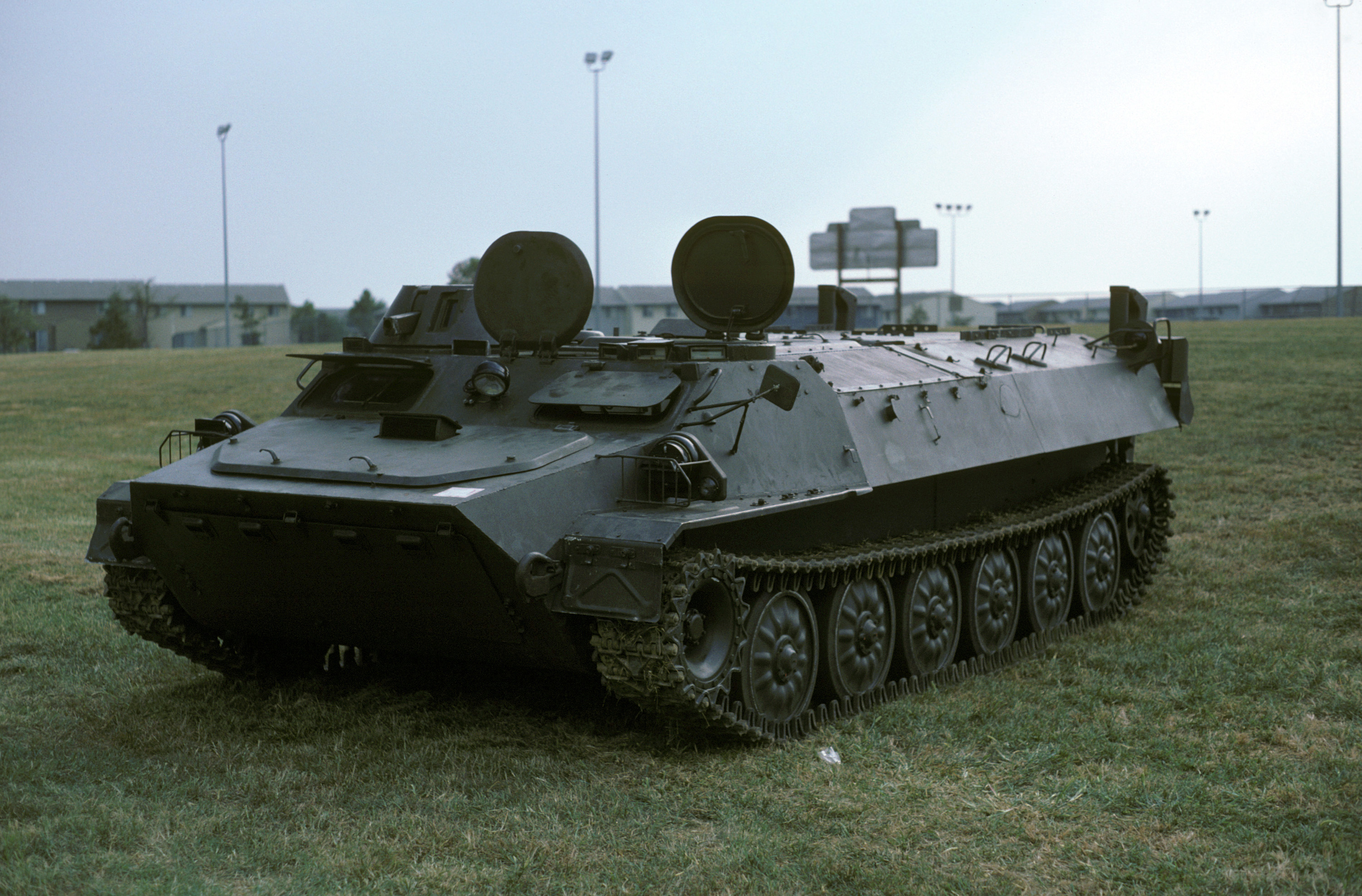
Um MT-LB

- BRM-1K
- BMP-1
- BMP-2 / BMP-2K
- BMP-3
- MT-LB
- BTR-60
- BMD-2
- BMD-4M
- BTR-82A

#### Transportadores blindados de pessoal

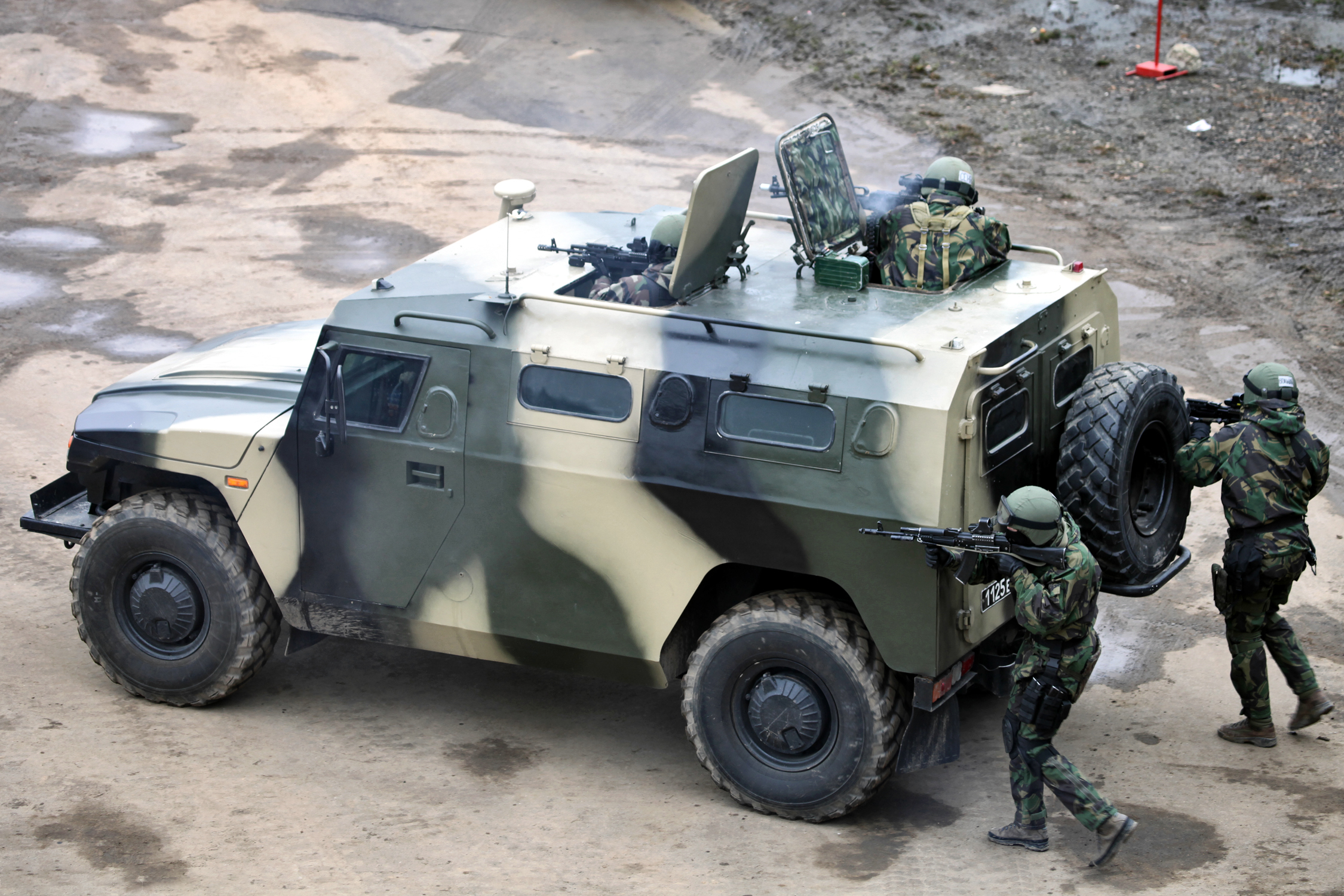
Soldados de infantaria russos em um exercício de treinamento com um GAZ Tigre

- BTR-80
- BTR-D
- BTR-MDM

#### Mobilidade leve de infantaria e veículos protegidos contra emboscadas resistentes a minas
- Kamaz Tufão
- GAZ Tigre
- Iveco LMV

#### Veículos de engenharia

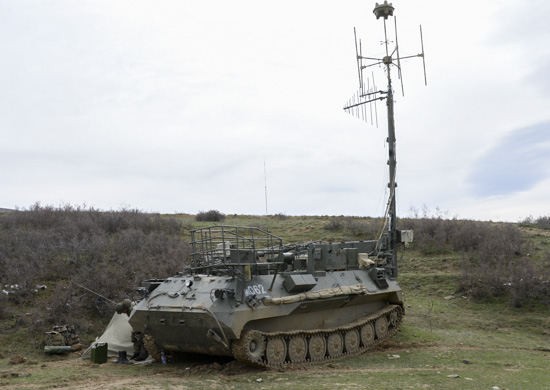
Borisoglebsk-2 com seu sistema de guerra eletrônica

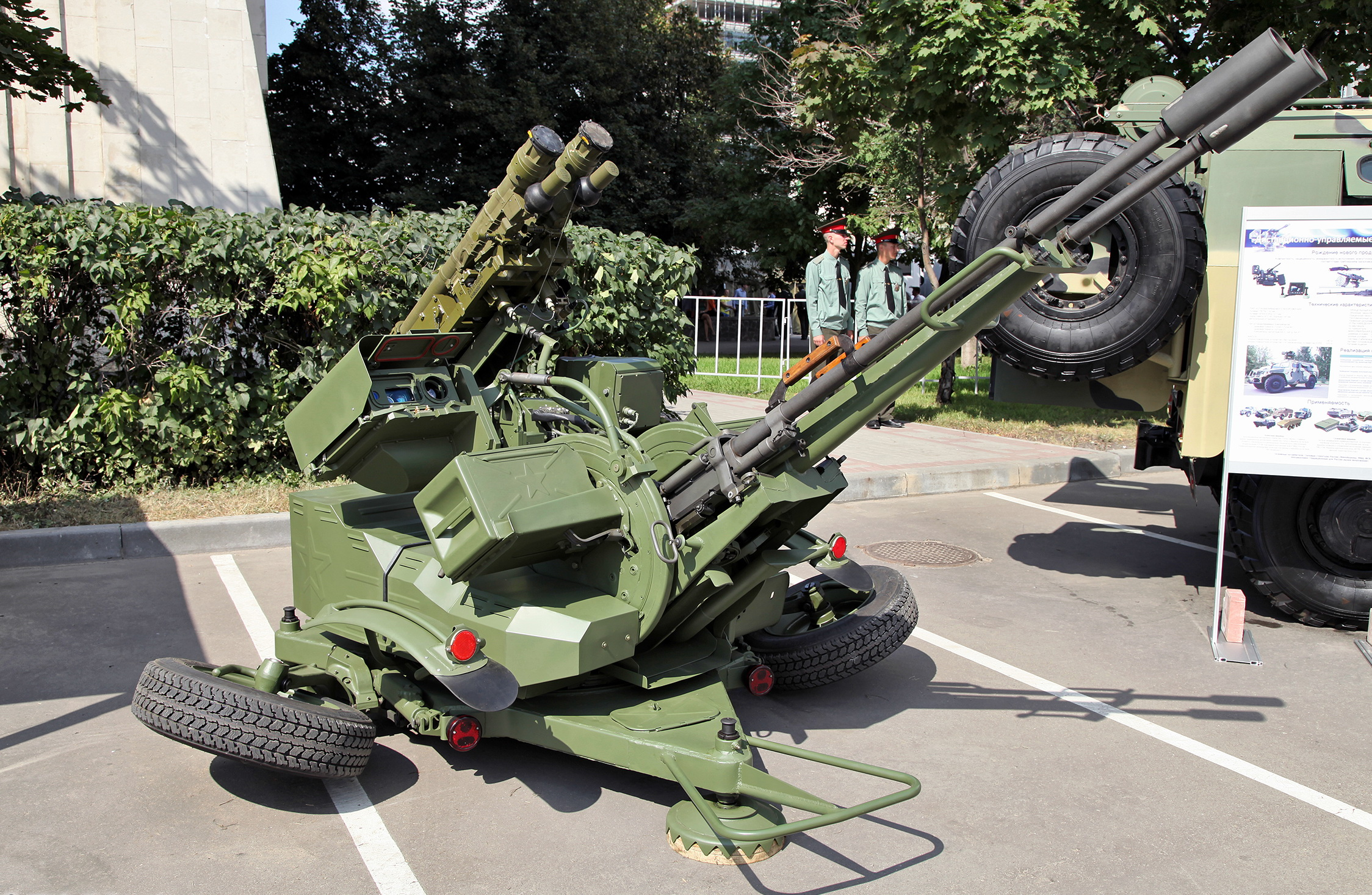
Canhão antiaéreo ZU-23-2

- UR-77
- BAT-2
- IMR-2
- PTS-3
- Kamaz-5350
- Ural-4320

#### Guerra eletrônica
- Borisoglebsk 2

#### Veículos utilitários

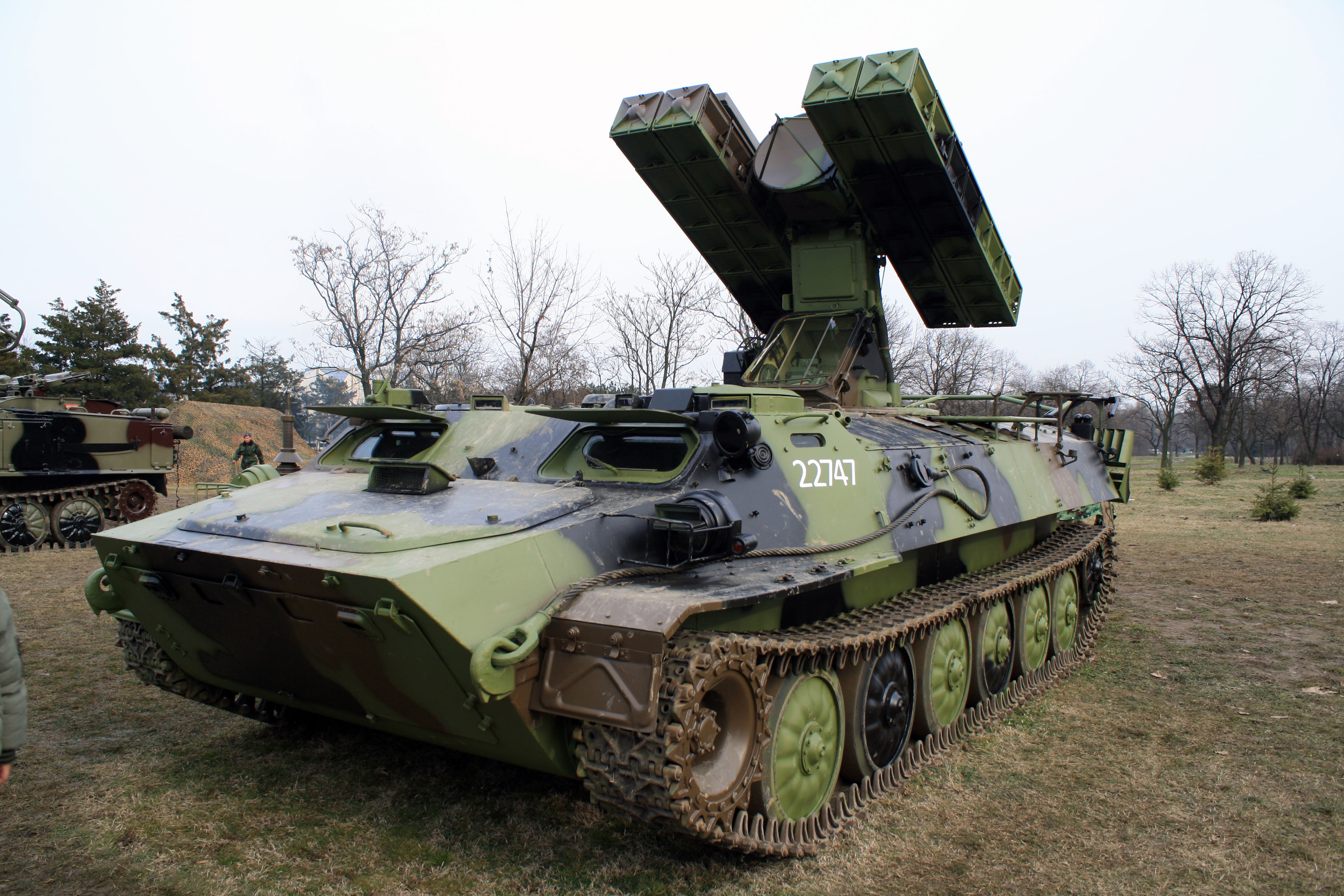
Veículo antiaéreo 9K35 Strela-10

- GAZ-66 (Caminhão)
- ZIL-131 (Caminhão)
- ZIL-135 (Caminhão)
- GAZ Sadko (Caminhão)
- GAZ Sobol (Minivan)
- Ural-4320 (Caminhão)
- UAZ-469 (SUV 4x4)
- UAZ Patriot (SUV 4x4)

#### Anti-aéreo
- 9K22 Tunguska
- 9K33 Osa
- 9K35 Strela-10
- 9K37 Buk
- 9K330 Tor
- Pantsir-S1

### Aeronaves

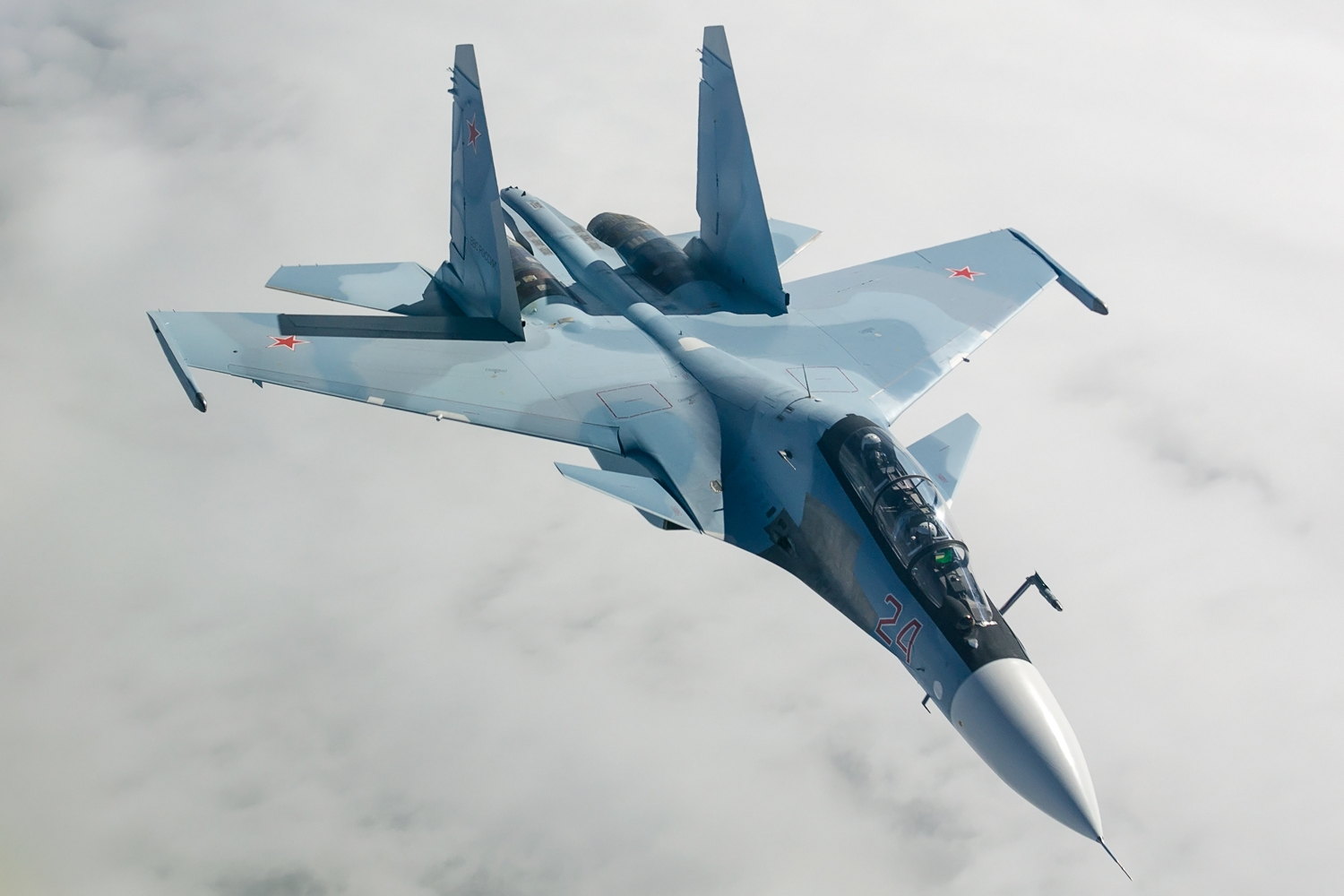
Caça russo Sukhoi Su-30

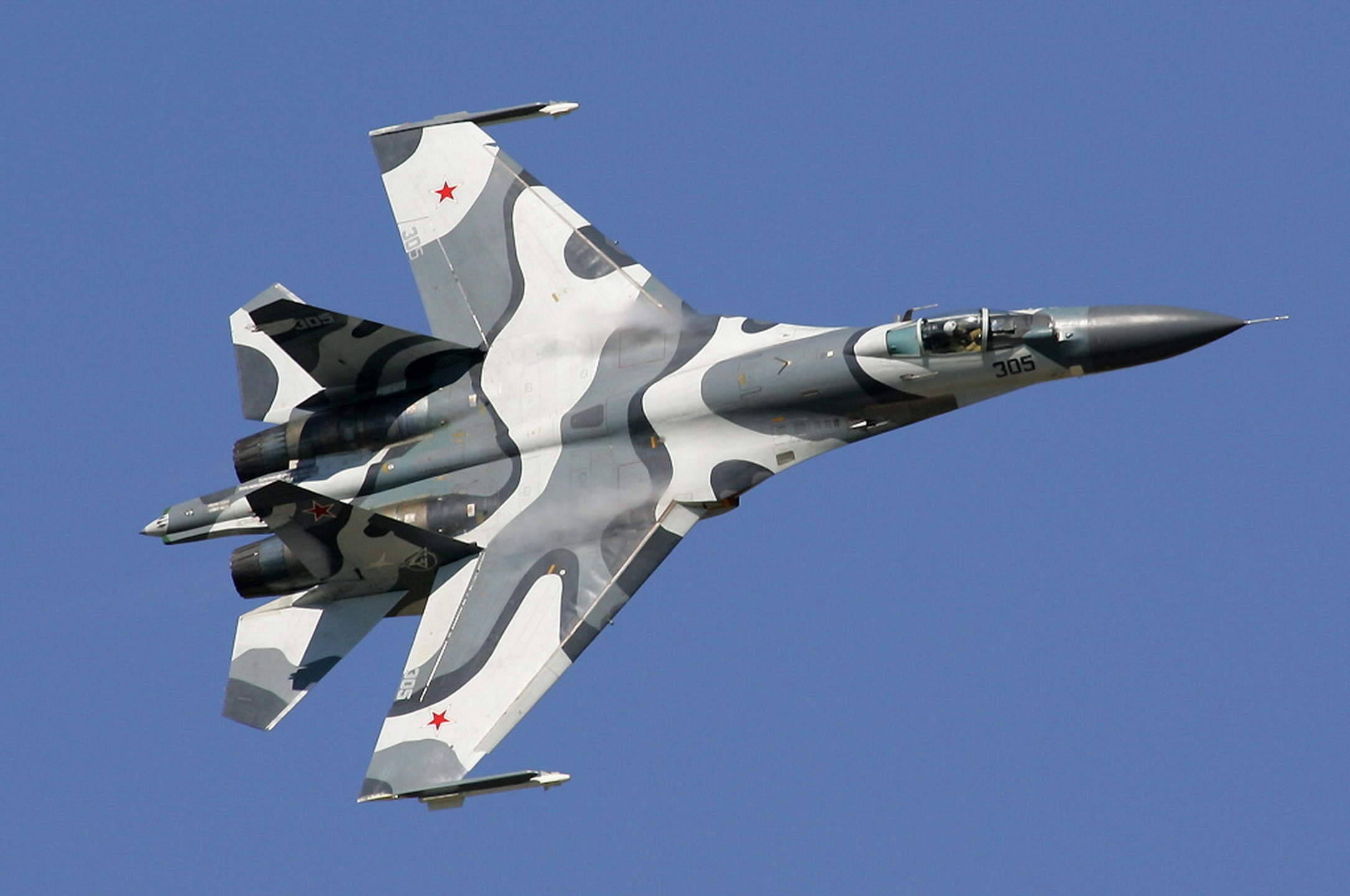
Caça Su-27 em voo

#### Asas fixas
- Su-25 (Apoio aéreo aproximado)
- Su-30 (Caça multiuso)
- Su-34 (Caça-bombardeiro)
- An-26 (Transporte)

#### Asa rotativa

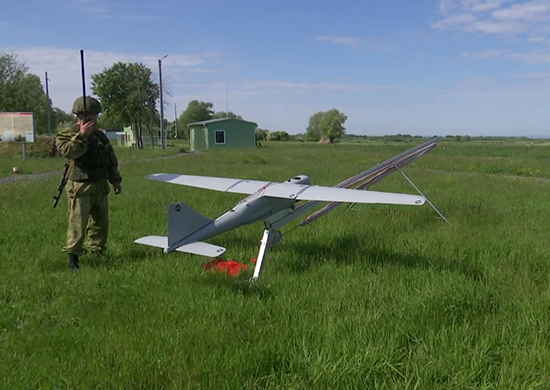
VANT Orlan-10 sendo catapultado

- Mi-8
- Mi-24 / Mi-35
- Ka-52

#### Veículo Aéreo Não Tripulado (VANT)
- Orlan-10

### Embarcações
- Cruzador Moskva
- Navio-Patrulha Vasily Bykov

## Equipamento das Forças Ucranianas e aliados
Os equipamentos aqui citados são equipamentos utilizados por forças ucranianas e voluntários civis, houve algumas doações oriundas de países externos que também foram citados.

### Armas pequenas

#### Pistolas
- CZ-82 (pistola)
- Skorpion (pistola-metralhadora)

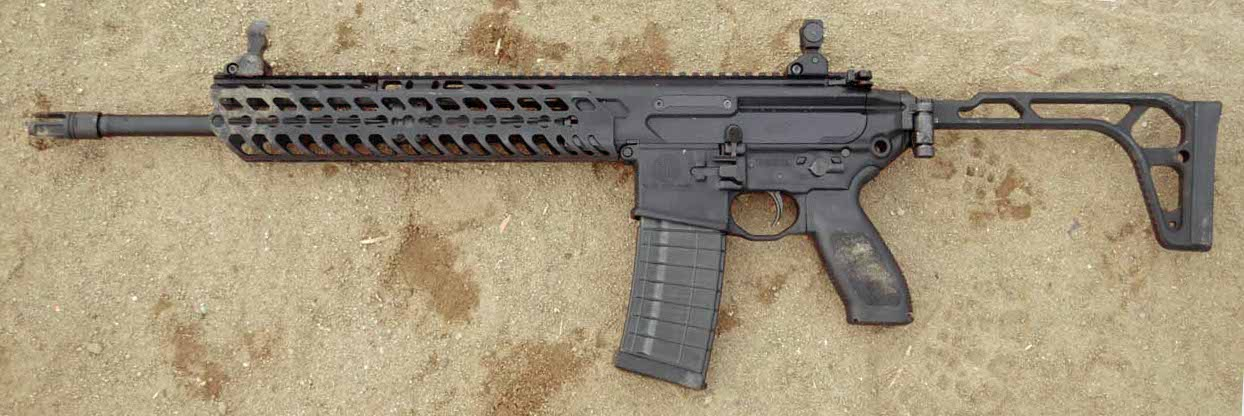
Fuzil de Assalto SiG-MCX

#### Fuzis de assalto
- AK-74
- AK-74M (Número limitado, diversos capturados durante a invasão russa)
- AK-12 (Número limitado, diversos capturados durante a invasão russa)
- Vz.58
- Fuzil de precisão Dragunov FN FNC (Enviado pela Bélgica)[1]

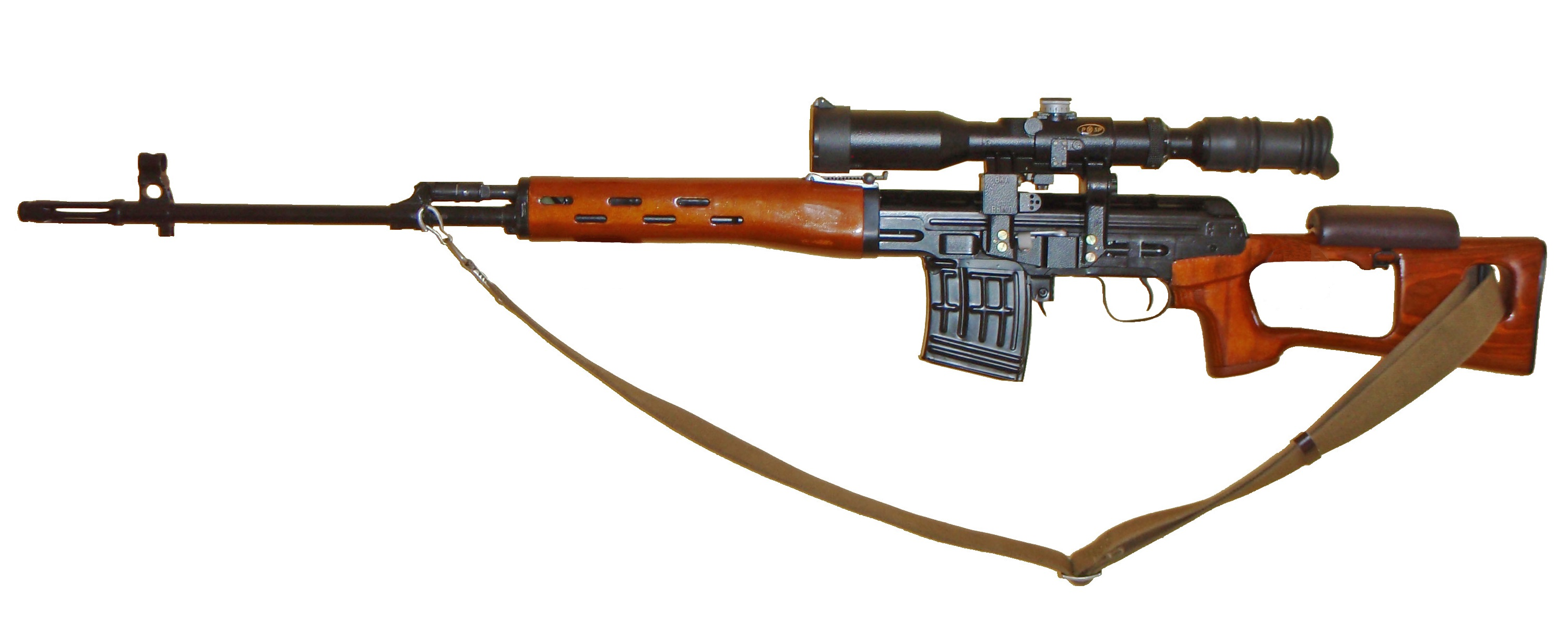
Fuzil de precisão Dragunov

- Zastava M70 (Enviado pela Croácia)[2]
- SIG MCX (Número limitado, restrito às forças especiais)

#### Fuzis de batalha
- HK G3 (Enviado por Portugal)[3]

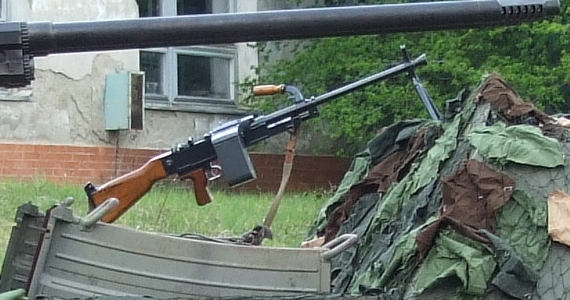
Metralhadora Vz.59

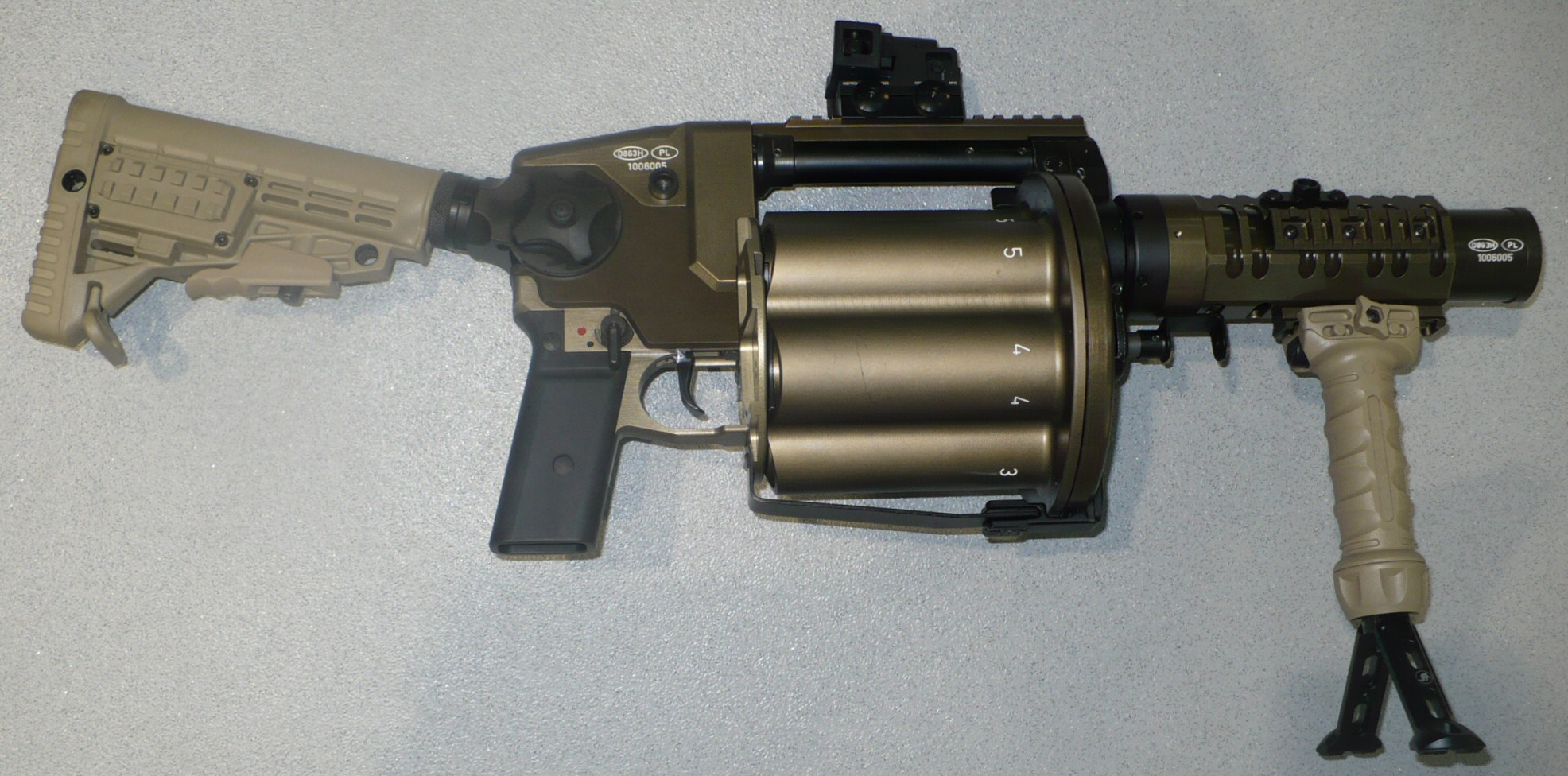
Lança-granadas RGP-40

#### Rifle de precisão
- Dragunov
- ZVI Falcon

#### Metralhadoras
- UKvz.59

#### Granadas
- M67 (Enviado pelo Canadá)[4]

#### Lança-granadas
- RGP-40 (Enviado pela Polônia)[5]

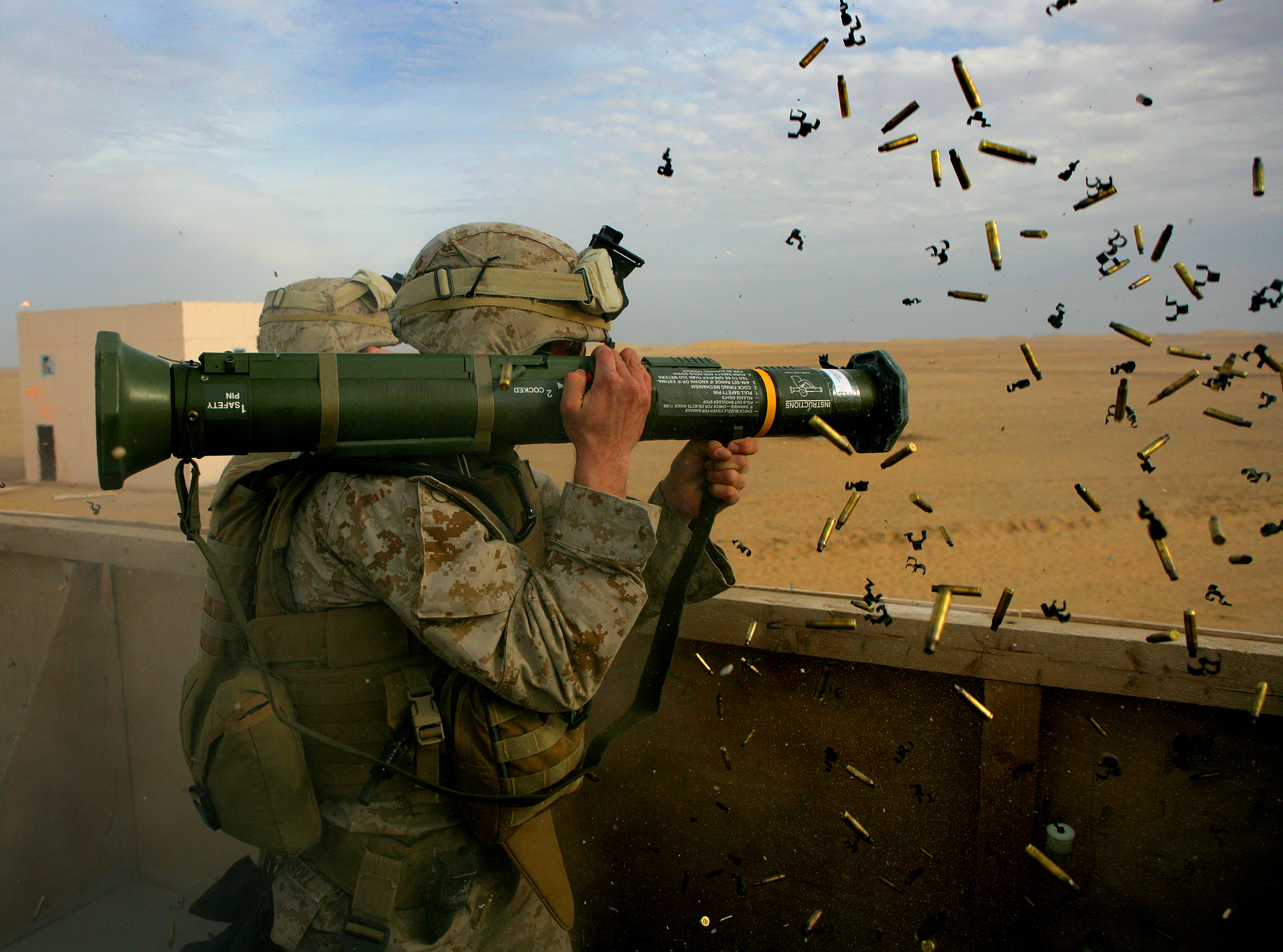
U.S. Marine dispara um AT-4 durante exercício.

#### Armas antimateriais e antiaéreas portáteis
- Carl Gustav M2 (Canhão sem recuo anticarro)
- M72 LAW (Antitanque)
- Panzerfaust 3 (Antitanque)
- AT-4 (Antitanque) (Enviado pela Suécia)[6]
- 9K111 Fagot (Antitanque)
- 9M113 Competition (Antitanque)
- RK-3 Corsar (ATGM)
- Skif (ATGM)
- M141 BDM (Antifortificação)
- MBT NLAW (ATGM)
- Piorun (MANPADS)
- FGM-148 Javelin (Antitanque)
- 9K38 Igla (terra-ar)
- 9K32 Strela-2 (terra-ar)
- 9K32 Strela-3 (terra-ar)
- MILAN (Antitanque)
- FIM-92 Stinger (terra-ar)

### Artilharia

#### Artilharia rebocada
- MT-12 (Antitanque)
- 2A65 Msta (Obus)
- D-30 (Canhão)

#### Artilharia Autopropulsada
- 2S1 Gvozdika

### Veículos

#### Tanques
- T-64
- T-80

#### Veículos blindados de combate e de infantaria
- BRM-1
- BRDM-2
- MT-LB
- BMP-1
- BMP-2
- BTR-3U
- BTR-4

Transportadores blindados de pessoal

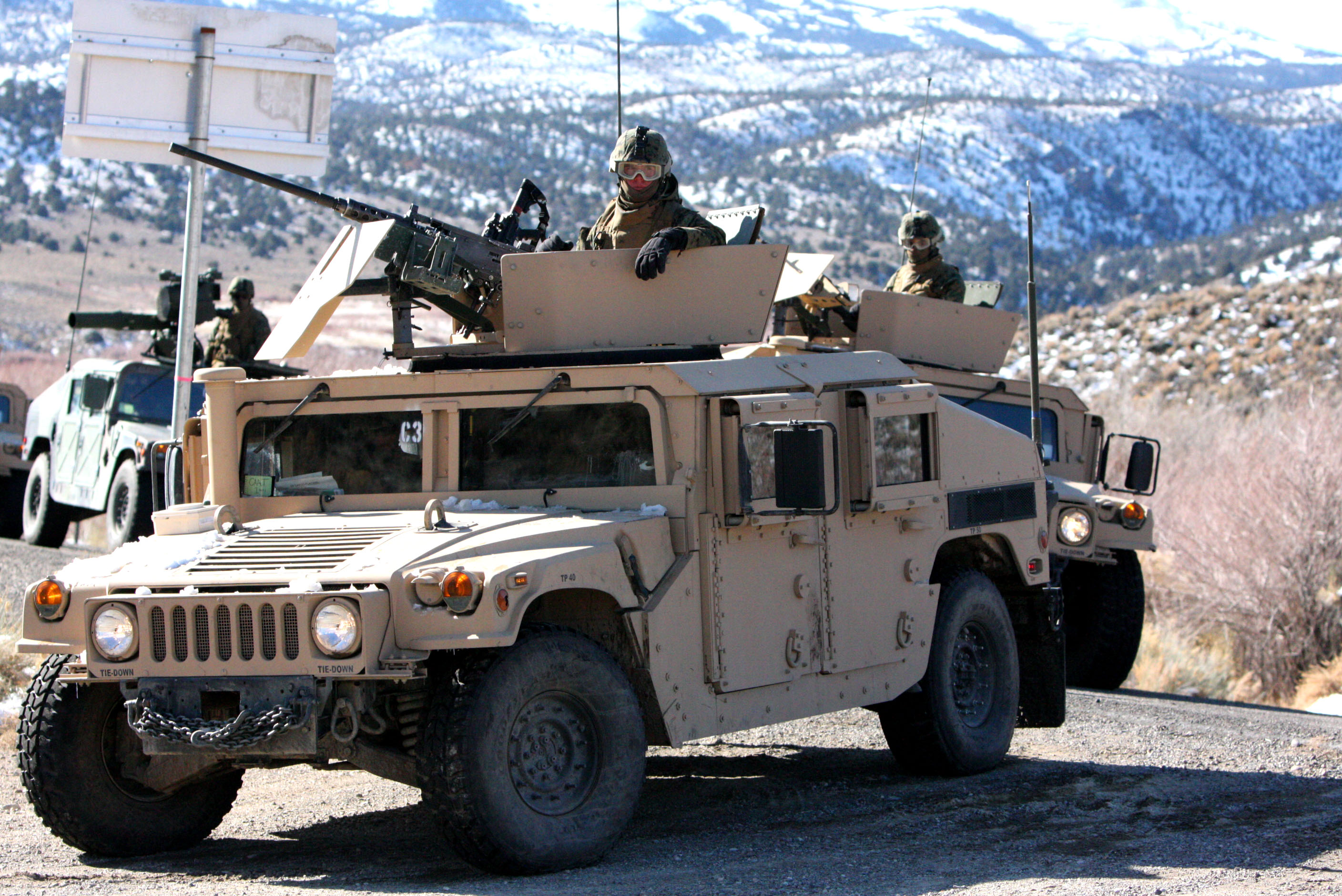
Fuzileiros Navais dos Estados Unidos em um HMMWV

- BTR-60
- BTR-70
- BTR-80
- Saxon

#### Veículos leves de mobilidade de infantaria
- HMMWV
- Kozak

#### Veículos de engenharia
- BAT-2

#### Veículos utilitários
- KrAZ-6322 (Caminhão)
- KrAZ-5233 (Caminhão)
- GAZ-66 (Caminhão)
- ZIL-131 (Caminhão)
- Ural-375 (Caminhão)
- Ural-4320 (Caminhão)
- MAZ-537 (Trator multi-funcional)

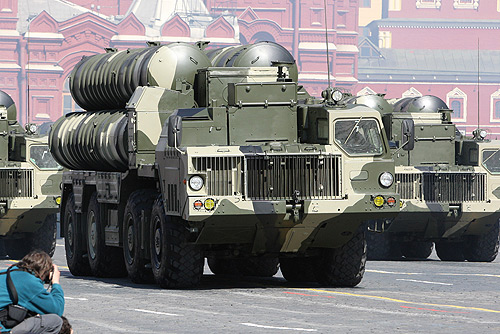
Antiaéreo S-300

- UAZ-469 (SUV 4x4)
- UAZ-452 (Furgão)

#### Anti-aéreo
- ZU-23-2
- S-300
- 9K33 Osa
- 9K35 Strela-10
- 9K37 Buk
- P-14
- P-35

### Aeronaves

#### Asa fixa
- Su-24 (Caça-bombardeiro)
- Su-25 (Apoio aéreo aproximado)
- Su-27 (Caça)
- Antonov An-26 (Transporte)

#### Asa rotativa
- Mil Mi-8
- Mil Mi-24

#### Veículo Aéreo Não Tripulado (VANT)
- Baykar Bayraktar TB2
- Leleka-100

### Navios
- Fragata Hetman Sahaidachny (Afundado)
- Navio-patrulha Sloviansk (Desaparecido)[nota 2]